# Dadoné
Dadoné est une localité du département de Dissin, dans la province d’Ioba (région du Sud-Ouest) au Burkina Faso. En 2006, cette localité comptait 670 habitants dont 52.8% de femmes.